# Electra Pasiega
La Sociedad Anónima La Electra Pasiega fue una compañía histórica en la implantación de la electricidad en el norte de España. En su creación tuvieron un papel relevante miembros de la familia Larrucea, oriundos del País Vasco, y Riaño, de Liérganes con trayectoria indiana en Cuba. En el diseño y presupuesto de equipación y transporte eléctricos participaron, en el año 1900, los ingenieros Adolphe Faverau y Pablo Haehner, representante en el Norte de España de Siemens & Halske, ambos asentados en Bilbao.
Su objetivo era la producción, transporte y comercialización de la energía eléctrica producida a partir de la hidráulica. Fue promovida en los albores de la popularización eléctrica a principios del siglo XX para iluminar y dar energía eléctrica al pueblo de Liérganes, que iniciaba su auge turístico a través de su afamado balneario.

## Historia
Su primera central de potencia fue alimentada por el agua de los Pozos de Noja, dos pequeños embalses artificiales que aún se conservan en los altos occidentales de los municipios de Miera y Liérganes. Las primeras turbinas, de tecnología francesa, fueron adquiridos en 1903. Las dos turbinas y los generadores correspondientes se encontraban, unos en el paraje de La Quieva a más de 300 m de desnivel bajo el embalse, y desde ésta el agua se canalizaba hasta la segunda planta de producción en el sitio llamado La Luz Eléctrica o la Fábrica de la Luz, junto a la carretera de Solares a Espinosa de los Monteros y a un kilómetro aguas arriba del pueblo de Rubalcaba. Tras desarrollarse como empresa a lo largo del siglo XX, en 1945 la empresa fue absorbida por Electra de Viesgo, que, a su vez, en enero de 2002, fue incorporada al Grupo Enel. En 2008 Enel-Viesgo pasó a formar parte del grupo alemán E.ON, bajo la denominación empresarial E.ON España.